# E. Saravanapavan
Eswarapatham Saravanapavan (en tamoul : ஈசுவரபாதம் சரவணபவன்) est un éditeur de presse et un homme politique tamoul srilankais, né le 15 décembre 1953.

## Biographie et carrière
Saravanapavan naît le 15 décembre 1953. Il étudie à Jaffna Hindu College (en). Il est diplômé de gestion d'entreprise.
Saravanapavan est le directeur général des journaux tamouls Uthayan (en) et Sudar Oli (en).
Aux élections législatives de 2010, est élu député dans la circonscription de Jaffna (en) pour la Alliance nationale tamoule avec 14 961 voix. Il est réélu en 2015 avec 43 289 voix,,,.